# 南峰庵
南峰庵，是位于中国福建省宁德市蕉城区城南镇南漈山石笋上的一个清代古建筑，宁德县人民政府于1980年11月将其公布为首批县级文物保护单位。
南峰庵占地面积约400平方米，始建于明朝隆庆元年（1567年），清朝末期重建，现有弥勒殿、大雄宝殿、观音殿等结构。